# لستک
لِستِک (همچنین لِستْکو) (Lestko) دومین دوک افسانه‌ای لهستان و پسر سیموویت بود. تاریخ تولد او را تقریباً از ۸۷۰ تا ۸۸۰ میلادی برآورد کرده‌اند. با وجود نبود مدرکی مبنی بر اثبات وجود او، به نظر می‌رسد وی شخصی واقعی بوده باشد؛ زیرا، قبایلی که در لهستان امروزی زندگی می‌کردند، خود را لستکوویچی (Lestkowici) می‌نامیدند.
او در ضمن، پدر میشکو اول - نخستین شاه واقعی لهستان - می‌باشد.